# Trifolium trichopterum
Trifolium trichopterum är en ärtväxtart som beskrevs av Pancic. Trifolium trichopterum ingår i släktet klövrar, och familjen ärtväxter. Inga underarter finns listade i Catalogue of Life.